# 美食奧螻蛄蝦
美食奧螻蛄蝦 (Austinogebia edulis)，俗稱鹿港蝦猴，為螻蛄蝦科奧螻蛄蝦屬下的一個種。分布於台灣西部、香港及越南等地。棲息於沙泥灘，挖洞而居。

## 特徵與習性
美食奧螻蛄蝦的甲殼軟薄，頭胸甲具短三角形額角，下緣有刺，尾柄呈方形；有六隻腳，和二隻大前螯，身體呈半透明青綠色，挖洞而居，是挖掘地道高手，彷彿個性害羞而內向，平常生活在自己挖的洞穴中，所挖的洞穴深達半米，漲潮時，爬出洞口覓食；退潮時，躲在洞穴內休息。
在臺灣，美食奧螻蛄蝦主要棲息在鹿港、線西、伸港的大肚溪口區域，生活於潮間帶泥灘下。

## 飲食文化

### 捕撈
每年冬末春初產卵，是最佳賞味期，也因此漁民得冒著料峭的海風捕捉。傳統的捕捉方式很特別：將水管插入泥沙中，用馬達以強勁水柱沖毀蝦猴的洞穴，逼迫牠們爬到泥灘上。一般的蝦行動敏捷，善於跳躍；蝦猴的游泳能力弱，行動又遲緩，手到擒來。

### 烹調方式
蝦猴是鹿港的地標小吃，全臺灣只有鹿港地區有人專門捕捉、販售。
這種食物亦源自清貧年代，線西地區沙質海岸每逢大退潮，潮間帶寬達數百公尺，早年物質條件差，土地也貧瘠，婦女及老人往往在退潮時蹲在沙地上挖捕蝦猴、赤嘴（國盛蛤），不僅可以貼補家用，也是重要的蛋白質來源，日久形成當地特產。
早期鹿港地區將蝦猴醃漬處理，早餐時配粥食用，所以鹿港地區廣傳一句俗語：「一隻蝦猴配三碗糜。」意指醃漬過的蝦猴因為味道十分鹹，吃一隻蝦猴得配上三碗粥，這也表現先民生活貧苦的狀況。
抱卵的母蝦猴用鹽醃製，公蝦猴和產後的母蝦猴則採油炸。蝦猴酥是公蝦猴和已爆卵的母蝦猴裹粉油炸，又將上述油炸海產合併一盤，這種綜合酥炸海產，彼此的口感固然存在著些微差異，卻又差不多，厚重的胡椒鹽已統馭了一切海味。